# Megáli Idea

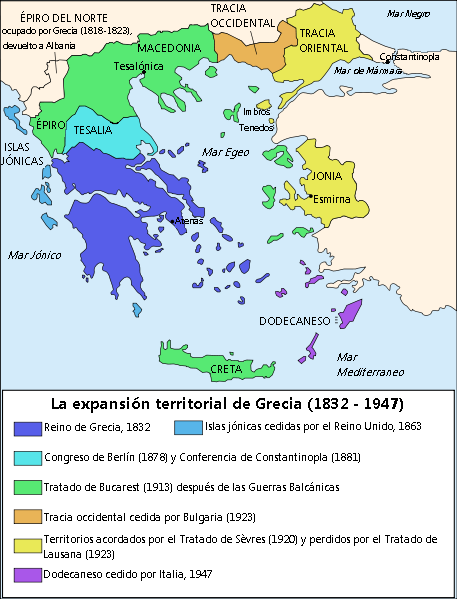
A expansão territorial de Grécia entre 1832 e 1947

A Grande Ideia (em grego moderno: Μεγάλη Ιδέα, transl. Megáli Idea) foi a expressão do sentimento nacional e depois do nacionalismo grego nos séculos XIX e XX. Visava unir todos os gregos num só Estado-nação com a sua capital estabelecida em Constantinopla (Istambul), evocando o antigo Império Bizantino. Tomou antes de tudo a forma de um irredentismo.
O termo foi inventado em 1844 por Ioánnis Koléttis, primeiro-ministro do rei Oto da Grécia. A Megáli Idea dominou toda a política exterior e, por conseguinte, a política interior da Grécia: desde a guerra de independência na década de 1820, ao problema cipriota da década de 1970, passando pelas guerras balcânicas de princípios do século XX. O principal adversário da Grécia na sua realização da Megáli Idea foi o Império Otomano e, posteriormente, a Turquia.
|  |

## O sentimento nacional

### O peso da ocupação otomana

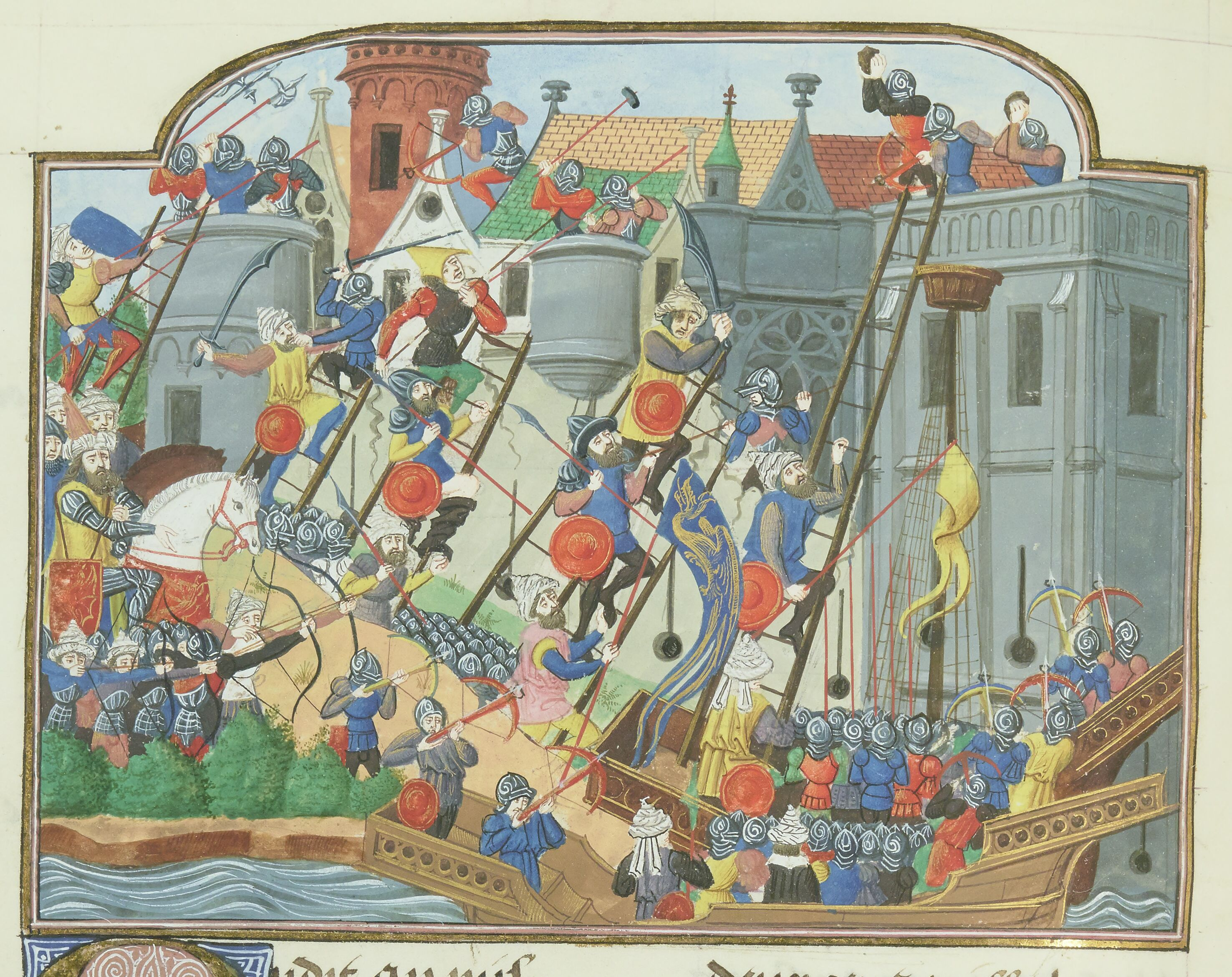
Ilustração das Crônicas de Jean Chartier que representa a tomada de Constantinopla
Biblioteca Nacional da França

Os exércitos otomanos conquistaram sucessivamente Constantinopla em 1453, de Atenas em 1458 e de Mistras, situada perto da antiga Esparta, em 1460. Toda a forma de Estado grego independente desapareceu então. Contudo, a administração otomana reconhecia que existia uma população à qual se podia considerar como "grega". O sistema otomano dos Millet ("confissões") organizava as diferentes populações do Império: havia assim, por exemplo, um millet otomano e um millet judeu, e também um millet-i Rum ou millet grego. De fato, este millet grego incluía todos os cristãos ortodoxos, quer falassem grego, búlgaro, albanês ou romeno. Mais tarde, esta ambiguidade desempenhou um papel na definição dos limites da nação grega. O sinal da sujeição nomeadamente era o imposto haraç (para os não-muçulmanos). Até finais do século XVII, era acrescentado a isso o paidomazoma (levas para fornecer os janízaros, além de mulheres para os haréns de paxás e sultões). Estes impostos, além de "gratificações" para os numerosos funcionários públicos imperiais, foram muito mal vistos pela população local. Diversas rebeliões, como a Revolução de Orloff amiúde implicavam massacres (e.g. os "massacres búlgaros" de abril de 1876), seguidas de um aumento nas "deduções" como castigo. Os kleftes, cujas exações eram uma forma de resistência ao imposto, são amiúde considerados como os precursores do movimento de libertação nacional.
O millet grego foi dirigido pela hierarquia da Igreja Ortodoxa. O Patriarca de Constantinopla foi considerado pelos otomanos como o chefe da "confissão ortodoxa", que era confundida pelos gregos com a nação grega. O poder da Igreja Ortodoxa estava, portanto, muito ligado ao poder otomano, pelo qual a manutenção dos interesses otomanos na zona acarretava a manutenção dos seus próprios interesses, o qual lhe produziu um descrédito importante entre a população.

### Definir um Estado-nação

O objetivo territorial da Megáli Idea: O Império Bizantino na época da dinastia macedônica.

Assim como outros movimentos nacionais do século XIX, a Megáli Idea visava reagrupar todos os gregos num único Estado-nação, ideal nascido do pensamento do iluminismo e da Revolução Francesa. Os gregos, submetidos ao Império Otomano, desejavam dispor de idênticos direitos e terem um "governo que emanasse do consentimento dos governados", como propunha a Declaração de Independência dos Estados Unidos da América. As ideias iluministas tocaram os fanariotas, os quais, pelas suas funções administrativas e governamentais (entre os que salientavam os papéis de intérpretes para a Grande Porta), estavam muito em contato com o Ocidente.
Havia também intelectuais gregos no exílio na Europa Ocidental: Adamántios Koraís passou toda a Revolução Francesa em Paris; Rigas Feraios estava em Viena; havia mercadores devido à diáspora em cidades como Odessa, Veneza ou Marselha. Alguns jornais (como o Mercúrio sábio de Anthimos Gazis que era publicado em Viena em 1811 e 1812) e círculos intelectuais foram colocados por estes gregos em toda a Europa. Em 1803, apareceu em Paris o Resenha sobre o estado atual da civilização na Grécia; em 1806, foi publicado em Livorno um Discurso sobre a liberdade. Estas obras transportavam as ideias do Iluminismo sobre a liberdade ou o direito dos povos de autogovernarem-se.
Porém, a mesma definição sobre o que era "grego" ou o que era o "grego" levantava em si mesmo um problema. Qual princípio aplicar: a etnia "grega", religião ortodoxa "grega", língua "grega", a geografia, a história?
Iakovos Rizos-Neroulos declarou durante a primeira conferência da Sociedade Arqueológica de Atenas, em 1838, sobre a Acrópole de Atenas:
| “ | Senhores, estas pedras, graças a Fídias, Praxiteles, Agorácrita e Míron, são mais preciosas que diamantes ou ágatas: é às pedras que devemos o nosso renascimento político. | ” |

Evocava aqui o papel dos viajantes ocidentais, os do Grand Tour, no nascimento do sentimento nacional grego em finais do século XVIII. Seu interesse pelos monumentos antigos mostrou tanto aos gregos eruditos, como às populações locais que existia outra Grécia como referência além da Grécia da Igreja Ortodoxa submetida ao poder otomano. Nasceram então na Grécia uma progonopléxia (obsessão pelos antepassados) e uma arkhaiotreia (fascinação pelo antigo). Começou-se a nomear as crianças "à antiga". O mesmo foi feito com os nomes das embarcações. A questão da língua grega aterrou também: a língua vernácula era considerada "contaminada" por palavras estrangeiras (sobretudo turcas). Era preciso reencontrar uma língua "pura": foi eleito o ático do século V a.C.. A antiguidade tornou-se, pois, na nova referência para definir a "Grécia".
A extensão máxima deste Estado-nação seria, para os mais extremistas, a extensão do mundo grego segundo Estrabão. Contudo, a referência histórica recolhida será: o sul da península Itálica (Magna Grécia), a Antioquia, passando por Creta, Chipre e toda a Anatólia; no Norte, do mar Negro (Ponto Euxino) a Creta, passando pela mesma Grécia continental, o norte dos Bálcãs e a Ásia Menor. Isto correspondia à extensão do Império Bizantino nos tempos da dinastia macedônica.

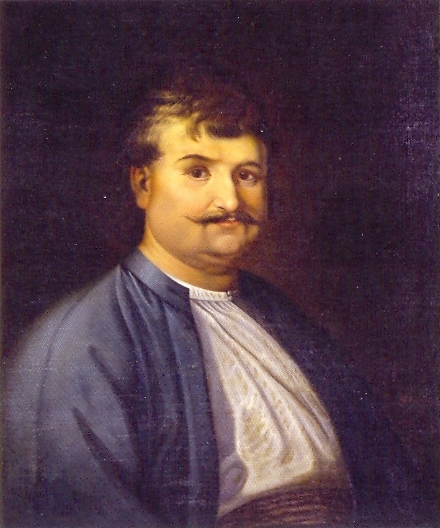
Rigas Feraios

Outro fator a acrescentar a este sentimento era o trauma político e religioso da tomada de Constantinopla pelos otomanos em 1453. Constantinopla era a capital religiosa da Igreja Ortodoxa e a capital política do Império Bizantino. Sua tomada coincidiu com o desaparecimento da Grécia e com a sujeição de gregos. Sua liberdade e sua existência como nação devia passar pela reconquista da "Cidade".
Em 1796, enquanto estava em Viena, Rigas Feraios, o poeta precursor da insurreição contra os otomanos, publicou uma carta da Grécia (Χάρτας της Ελλάδας), prevista num começo para ilustrar As Viagens do novo Anacharsis na Grécia do francês Jean-Jacques Barthélemy. Se esta carta imensa (4 metros quadrados) for centrada sobre a Grécia Antiga (a história antiga é a única história representada sobre a carta), incluiria Constantinopla, e Valáquia; mas também as atuais Bósnia, Sérvia e Albânia. A Grécia descrita compreendia de fato os Bálcãs e a Roménia. A língua desta entidade devia ser o grego, elemento de base da definição da nacionalidade. A carta de Rigas sofreu da execução do seu criador, porém, em 1800, a Anthimos Gazis publicou uma versão simplificada, incluindo, além disso, a Magna Grécia e Chipre.

## As decepções depois da Guerra de Independência

### A Independência

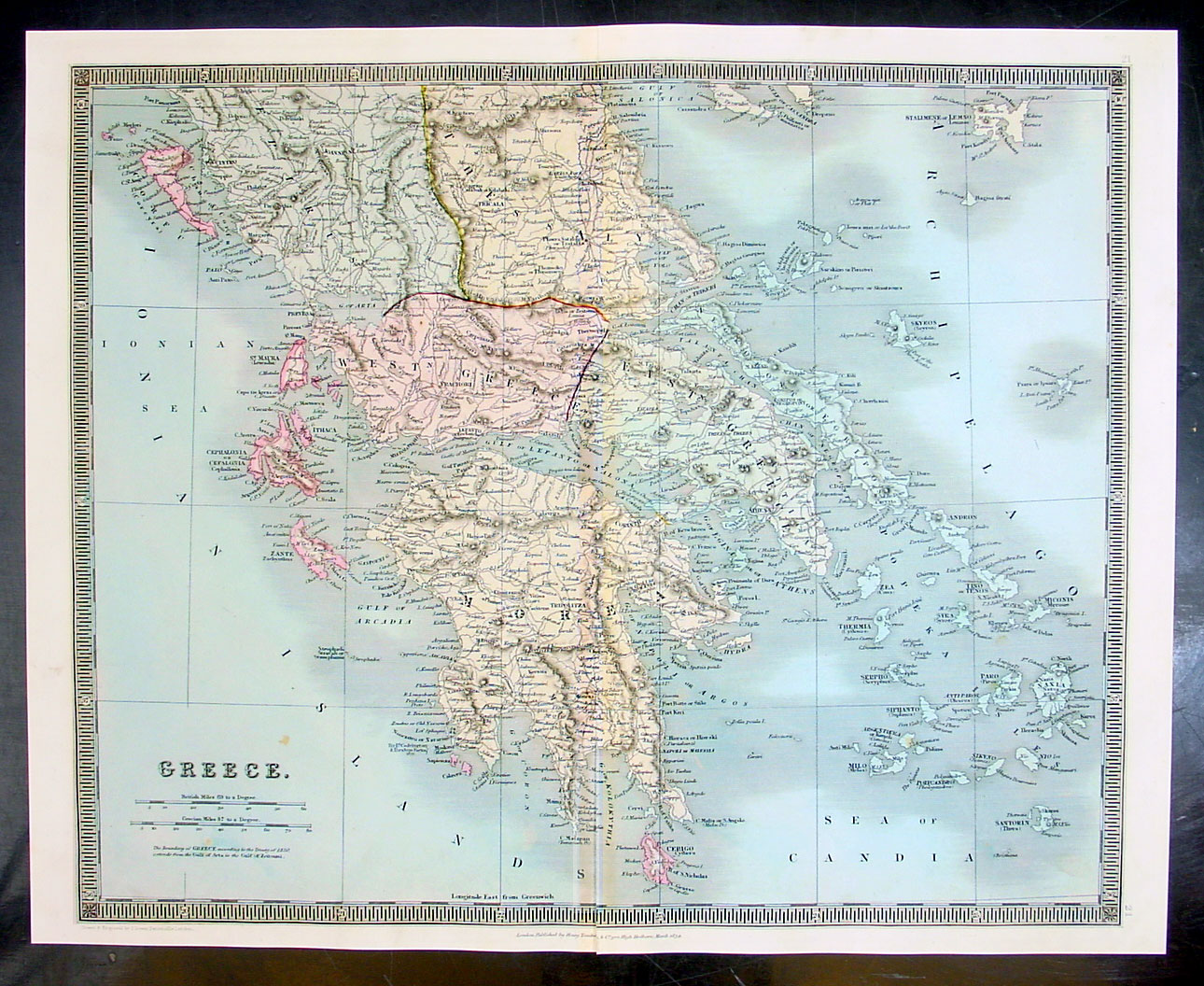
A Grécia em 1834

A Guerra de independência da Grécia foi primeiro uma guerra de libertação, uma luta contra a opressão otomana. Os movimentos principais efetuaram-se no Peloponeso e ao redor de Atenas. Houve também uns combates no Epiro (sobretudo por causa de Ali Paxá). A vitória final foi obtida graças ao apoio das grandes potências, a França, o Reino Unido e a Rússia, (que logo se fizeram chamar "Potências Protetoras" do novo reino grego) com, entre outras coisas, a Batalha de Navarino e a expedição francesa de Peloponeso. Os gregos não se acharam em situação de obter todo o que queriam no momento das negociações que seguiram o fim do conflito. Com o fim de cuidar-se ainda do Império Otomano, a Conferência de Londres de 1830 fixou as fronteiras do novo Estado. A Grécia devia contentar-se com o Peloponeso, com uma parte da Rumélia (a fronteira ia de Arta a oeste a Vólos a leste) e de algumas ilhas próximas do continente como Egina ou Hidra e uma parte das Cíclades. 700 000 de três milhões dos considerados como gregos reencontravam-se no novo Estado enquanto Constantinopla reagrupava 200 000 gregos. Os grandes centros culturais, religiosos e econômicos estavam todos fora do reino, que não contava nenhuma grande cidade: as três primeiras capitais (Egina, Náuplia e mesmo Atenas) não ultrapassavam os 5000 habitantes. Desta forma, a decepção dos patriotas gregos dentro e fora do Estado foi grande.

### Autóctoneseheteróctones
Após o golpe de Estado de 3 de setembro de 1843, num momento difícil das negociações para a redação de uma constituição, o primeiro-ministro Ioánnis Koléttis converteu-se no líder dos direitos dos "heteróctones", gregos nacionais nascidos fora das fronteiras do reino. Sua família era originária de Valáquia e ele próprio nascera em Epiro, duas regiões ainda não relacionadas com a pátria grega. Considerava pois que Grécia devia englobar os "autóctones", os nascidos no reino e os "heteróctones". Havia, segundo ele, dois centros do helenismo: Atenas e Constantinopla ("o sonho e a esperança de todos os gregos"). Assim declarou na assembleia constituinte a 14 de janeiro de 1844 num discurso que dava origem à "Megáli Idea":
| “ | Tendo o Oriente à sua direita e Ocidente à esquerda, [Grécia] é predestinada pelo seu renascimento a iluminar o Oriente, como o foi quando o seu auge de iluminar o Ocidente. No espírito (..) desta Megáli Idea, sempre vi os representantes da nação decidir não somente a sorte da Grécia senão a da nação grega no seu conjunto. (…) quanto mais vasta e larga era esta Megáli Idea que nos fizéramos da pátria, e que encontráramos exprimida pela primeira vez por Rigas [o Thourios]. | ” |

| “ | O reino grego não é a integridade da Grécia, mas apenas uma parte, uma parte menor e pobre. Um grego não é somente alguém que viva nos limites do reino, mas também alguém que viva em Janina, na Tessália, em Serres, em Andrianópolis (atual Edirne, na Turquia, na Constantinopla, em Trebizonda, na Creta, em Samos e em qualquer lugar associado à história ou a raça grega. | ” |

Havia então populações às quais se podia considerar como gregas, não somente segundo a definição de Kolettis, senão que também por razões de língua, de religião ou de origem étnica por causa das migrações:
- Nos Balcãs desde Valona, na atual Albânia, a oeste e Varna, na atual Bulgária, a leste;
- Ao longo do mar de Mármara e na Constantinopla;
- Ao longo da costa de Ásia Menor, nomeadamente em Esmirna;
- Na Anatólia, sobretudo na Capadócia e ao longo da costa norte, sobre o mar Negro, nos Alpes Pônticos, mas também até a Armênia;
- A Norte do mar Negro, na Rússia, onde se instalaram certos gregos pônticos e mercadores "autóctones", ao redor de Odessa.

Alguns destes gregos do exterior, sobretudo os camponeses, diferiam em pouco dos seus vizinhos não gregos. Se ferozmente eram ortodoxos, falavam a língua vernácula local. Assim, os 400 000 gregos de Anatólia (e de Constantinopla), que falavam somente o turco, foram chamados "karamanlides". Uma das grandes famílias de homens políticos gregos do século XX é a família Karamanlis. Certos sobrenomes oriundos da Anatólia ainda começam hoje com "Hadji" (o compositor Manos Hadjidakis, o pintor Nikos Khatzikyriakos-Ghikas ou o fundador da EasyJet Airlines Stelios Haji-Ioannou) recordando que um dos membros da família fez sua peregrinação a Meca e tornou-se assim "Hadji".
Procurar reunir estes "nacionais" na Grécia foi uma das constantes da política e da diplomacia grega do século XIX.
Ao mesmo tempo, procurou-se também purificar Grécia e seus "autóctones" de toda influência estranha. Era preciso re-helenizar a Grécia. A "purificação" da língua com a criação do katharévousa foi um dos exemplos desta vontade política.

## Primeiras extensões territoriais
O rei Oto foi pouco popular, exceto quando abraçou a causa da Megáli Idea, como o foi durante a Guerra da Crimeia. A realização da Megáli Idea amiúde concretizou-se graças às diferentes guerras da segunda metade do século XIX que permitiram a Grécia anexar vários territórios.
Com a guerra de Crimeia, a Grécia acreditou que podia tirar proveito das dificuldades iniciais (antes da intervenção ocidental) do Império Otomano. Assim como no momento da guerra de independência, bandos armados compostos em parte de kleftes e dirigidos por membros das classes mais elevadas da sociedade, neste caso estudantes, repetindo a forma de ação da guerrilha e semearam confusão ao outro lado da fronteira, na Tessália, Epiro e Macedônia. 
A França e a Grã-Bretanha, paralelamente à sua intervenção contra a Rússia na Crimeia, enviaram uma frota para ocupar o Pireu entre março de 1854 e fevereiro de 1857. A Grécia teve de ceder à pressão. Contudo, uma legião de voluntários gregos, dirigida por Panos Koronaios, saiu a reforçar os russos assediados em Sebastopol.
Uma primeira extensão territorial real aconteceu em maio de 1864: a Grã-Bretanha cedeu à Grécia a Estados Unidos das Ilhas Jônicas. Um referendo designara em 1863 um príncipe britânico para suceder Oto depois da revolução, mas as "Potências Protetoras" recusaram avalizar a escolha e impuseram um príncipe dinamarquês. Em compensação, e por celebrar o coroamento de Jorge I (1864), o Reino Unido separava-se do seu protetorado.
A insurreição búlgara de 1876 e a guerra russo-turca que seguiu [1877) derivaram no Tratado de Santo Estêvão que criava uma Bulgária Maior sob proteção russa. A Bulgária Maior era um obstáculo para a Megáli Idea. O Reino Unido, a Áustria-Hungria e a Sérvia não podiam também aceitar este tratado, pois favorecia a Rússia na região balcânica. A Grécia soube defender a sua causa e foi ouvida no Congresso de Berlim de 1878. A Grécia não fora convidada, mas fora recebida uma delegação grega que incluía, entre outros, Theódoros Diligiánnis e Charílaos Trikúpis. A delegação otomana foi dirigida por Alexandros Karatheodoris Pacha, um grego otomano. Tessália e uma parte de Epiro foram integradas na Grécia após uma nova série de negociações no quadro da Conferência de Constantinopla de 1881. Ao outro lado da sua fronteira norte encontrava-se agora a Macedônia, o novo objetivo.

## Creta

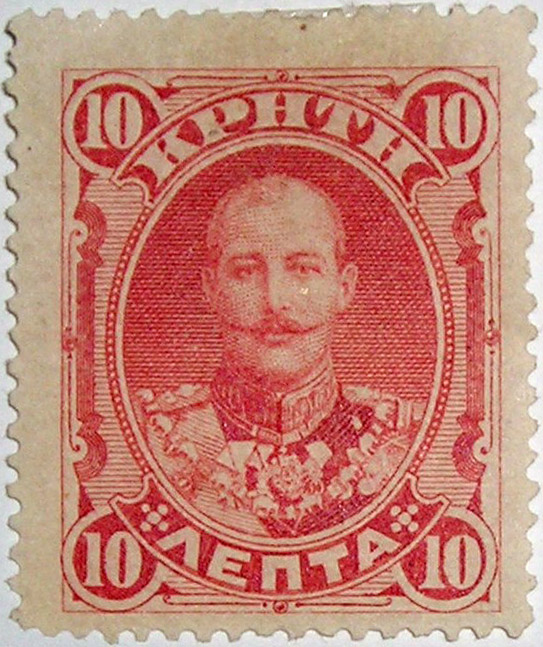
O alto comissário Jorge I da Grécia.

Creta, a "grande ilha", era citada em Atenas e considerava-se a si mesma como grega. A união (enosis) de Creta com Grécia parecia evidente. Ocorreram numerosas rebeliões  ao longo do século XIX: 1841, 1858, 1866-1869, 1877-1878, 1888-1889 e 1896-1897. A Grécia, por sua vez, tentara forçar a união. Em 1868, Atenas enviou ajuda para os insurgentes cretenses. A Turquia protestou e organizou o bloqueio de Ermoupoli, porto de Siros e principal porto de viajantes de mercadorias do mar Egeu. A mediação das Potências Protetoras solucionou o desacordo. Em 1885, tirando proveito de uma nova crise, o primeiro-ministro Theódoros Diligiánnis enviou uma frota a Creta. As Potências Protetoras instauraram de novo um bloqueio marítimo à Grécia.
Deligiannis estava de novo no poder em 1897] no momento da insurreição cretense. Sob a pressão popular, enviou uma frota e soldados para a "grande ilha". A mobilização geral foi decretada e, em abril, a guerra começou contra o Império Otomano na Tessália. Foi a chamada Guerra dos Trinta Dias, que finalizou com derrota grega. Porém, a Grécia não saiu dali mal demais. O tratado de paz concedia a autonomia, sob soberania feudal otomana, a Creta. Jorge, o segundo filho do rei Jorge I, foi nomeado Alto Comissário em Creta. Foram feitos ajustes em favor do Império Otomano ao longo da fronteira em Tessália.
A principal lição da humilhação da Guerra dos Trinta Dias era que a Grécia nunca seria capaz, sozinha, de realizar a Megáli Idea. Mesmo o Império Otomano em decadência constituía um adversário considerável demais.
Creta ia fornecer à Grécia um dos seus principais homens políticos e artesãos da Megáli Idea: Elefthérios Venizélos.

## As guerras balcânicas
Se a população era bastante homogênea a Sul da Grécia, os limites étnicos no norte eram ainda muitos difíceis de determinar. As diferentes etnias eram muito mistas nos Bálcãs e os diferentes Estados-nações criados no século XIX reivindicaram certas regiões povoadas, pelo menos em parte, por aqueles considerados como seus nacionais. A Macedônia era uma destas regiões: foi povoada por gregos, búlgaros, sérvios, albaneses, turcos e valacos.

### Macedônia
A Grécia desde os anos 1890 começara a agir em segredo na Macedônia. De novo, como durante a guerra de independência ou a Guerra da Crimeia, bandos autoproclamados "combatentes pela liberdade", "Makedonomakhoi", tomaram as armas para reclamar a união da Macedônia ao reino grego. O primeiro pretexto fora a criação de um exarcado ortodoxo na Bulgária, que era parte da competência do Patriarcado de Constantinopla. Desta forma, os "exarquistas" eram búlgaros e os "patriarquistas", gregos. O conflito era religioso e político, com o único objetivo de obter o controlo da região. As diversas bandas e exércitos organizaram-se. A Organização Revolucionária Macedônica foi fundada em 1893 e foi sustentada pelos búlgaros. A Ethniki Etairia, ("Sociedade Nacional"), grega, ajudava Makedonomakhoi. O governo de Atenas aportou-lhes uma ajuda mais ou menos direta: orçamento via seus agentes consulares, concretizado pelos seus conselheiros militares. Os cretenses participaram também nas operações de guerrilha (no seu romance Aléxis Zorba, Nikos Kazantzakis evoca as matanças dos seus heróis). Os partidários da união com a Grécia aumentaram pouco a pouco a sua influência e encontravam-se em posição de força, o que preparou a anexação à Grécia no momento das guerras balcânicas de 1912-1913.
Em 1908, a revolução dos Jovens Turcos em Constantinopla arrastou diversos câmbios. A Bulgária declarou-se totalmente independente do Império Otomano. A Áustria-Hungria anexou a Bósnia e Herzegovina que fora colocada sob seu protetorado em 1878 em Berlim. Creta decidiu então a enosis.
Os militares gregos organizaram um golpe de estado: o golpe de Goudi em 1909, e colocaram Venizélos na cabeça do seu movimento porque, de origem cretense, não fora manchado pela "corrupção" política do reino. Como cretense, Venizélos era também um partidário feroz da Megáli Idea. Realizou, graças a uma muito ampla maioria parlamentar, uma política de modernização do país.

### A Primeira Guerra Balcânica
A Guerra Ítalo-Turca de 1911 debilitou o Império Otomano. Os países dos Bálcãs tiraram proveito disso. Elefthérios Venizélos vacilou antes de incorporar a Grécia, porque seus "nacionais" foram dispersos demais no Império Otomano como para não estar à mercê de possíveis represálias turcas. Contudo, não intervindo, Grécia corria o perigo de não participar no reparto da pilhagem. A 18 de outubro de 1912, Sérvia, Bulgária, Montenegro e Grécia, reagrupados na Liga Balcânica, declararam a guerra ao Império Otomano, pondo em marcha assim a Primeira Guerra Balcânica.
As tropas gregas apoderaram-se a princípios de novembro de Salonica, batendo em algumas horas as tropas búlgaras. A marinha grega, modernizada pelo Reino Unido graças a Venizelos, estabeleceu a sua supremacia no mar Egeu e apoderou-se de Quios, Lesbos e Samos. Janina, capital do Epiro foi conquistada em fevereiro de 1913]. Os turcos reconheceriam estas anexações no tratado de Londres de maio de 1913.

### A Segunda Guerra Balcânica
Unidos contra os otomanos, os vencedores desuniram-se devido à controvérsia pela Macedônia durante a Segunda Guerra Balcânica. A Sérvia e a Grécia decidiram repartir a Macedônia, à custa da Bulgária. A Romênia interveio para obter sua parte. A guerra foi curta e a Bulgária foi esmagada. O Tratado de Bucareste concedeu Salonica e toda a Macedônia do Sul à Grécia. Contudo, Bulgária conservava o porto de Dedeagatch (agora Alexandrópolis) sobre o Egeu e a criação da Albânia impedira a anexação grega do Epiro do norte.
A Megáli Idea tornara-se realidade apesar de tudo. Em resumo, as guerras balcânicas aumentaram o território grego cerca de 70% e sua população passou de 2,8 milhões a 4,8 milhões de habitantes. Quando Constantino subiu ao trono da Grécia em 1913, era esperado que adotasse o título de Constantino XII, colocando-se assim na sucessão direta de Constantino XI Paleólogo , último imperador bizantino. A reconquista de Constantinopla parecia então próxima. Mas Constantino contentou-se com ser somente Constantino I.
Contudo, nem todos os habitantes das regiões anexadas eram gregos. Em Salonica, os judeus sefarditas constituíam a maioria populacional. Em outro lugar havia uma alta presença de turcos muçulmanos, valacos que falavam romeno ou eslavos.
A Megáli Idea desempenhou um papel fundamental na "Ethnikos Dikhasmos" ("Grande Cisma") durante a Primeira Guerra Mundial.

## O "Grande Cisma"
A Megáli Idea fora primeiro uma vontade de reunir a todos os gregos num único Estado-nação, mas a sua exploração política teve muitas outras consequências.

### A escolha da aliança
A Megáli Idea não foi apenas uma política exterior. Desempenhou um papel que determinava a política interior do reino grego. Foi apresentado bem como o principal, mesmo o único, objetivo dos governos sucessivos. Todos eles insistiram na necessidade da unidade nacional com o fim de realizar a Megáli Idea. Não era preciso, sob pena de ser considerado um antipatriota, invocar outros problemas políticos (desenvolvimento lento, corrupção, sujeição às Potências Protetoras, etc.). A Megáli Idea devia pesar antes de tudo e serviu para desviar a atenção dos problemas internos. Assim, após Charílaos Trikúpis ter declarado o país na quebra em 1893, e após o país se afundar na crise econômica, foi utilizada a Megáli Idea e os assuntos cretenses para desviar a atenção populacional, o que derivou na Guerra dos Trinta Dias e na humilhante derrota grega.
Mas foi durante a Primeira Guerra Mundial que a Megáli Idea acabaria numa das crises mais graves de política interior que conhecera a Grécia. Quando a guerra estourou, a Grécia declarou-se inicialmente neutra. Mas ficar fora do conflito não era a única razão desta neutralidade. O principal objetivo do Estado era gerar as condições para favorecer os objetivos da Megáli Idea.
Venizélos, o primeiro-ministro, visava ficar aliado da Sérvia, como durante as Guerras Balcânicas, para posteriormente desmembrar definitivamente a Bulgária, aliada dos Impérios Centrais, pelo qual desejava acercar-se à Entente.

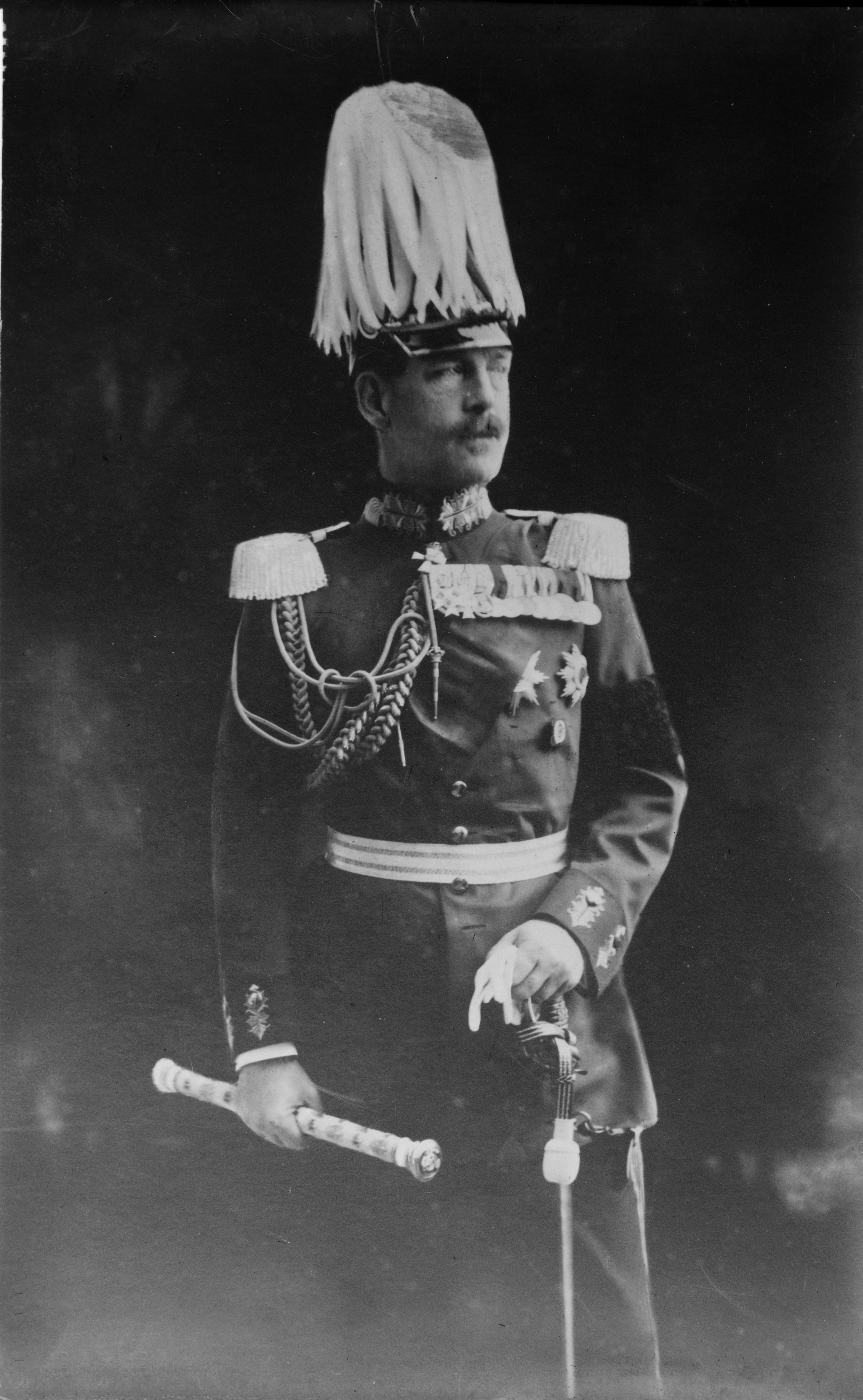
Constantino I com uniforme de soldado alemão

O rei Constantino, cunhado do cáiser Guilherme II, e Feld-Marshal honorário do exército alemão, inclinava-se mais por uma aliança com a Alemanha e a Bulgária, com o fim de ir contra o antigo aliado sérvio e apoderar-se dos seus territórios.
Em outubro de 1915, o rei enviou Venizélos e fez informar o governo búlgaro que seu país não interviria em caso de um ataque da Sérvia. Utilizava ali uma cláusula do tratado de aliança com a Sérvia de 1913, que previa que a Grécia ajudaria a Sérvia se for atacada pela Bulgária, exceto se esta se aliasse com duas potências mais (neste caso Alemanha e Áustria-Hungria).
Os britânicos, para atrair a Grécia à Tríplice Entente, propuseram ao sucessor de Venizélos dar o Chipre à Grécia em troca da sua ajuda. O primeiro-ministro Aléxandros Zaímis recusou, prova de que o governo grego prioritariamente escolhera desmembrar o antigo aliado, Sérvia, e não o Império Otomano.
Complicado por este projeto, Venizélos autorizara, antes de ser destituído, um corpo expedicionário anglo-italo-francês de 250 000 homens comandados pelo general Sarrail, quem se instalou em Salonica. Os 150 000 sobreviventes do exército sérvio, evacuados primeiro para Corfu, ocupada então pela Entente, reuniram-se em Salonica em abril de 1916 (não sem que o rei Constantino e seu novo primeiro-ministro Stéfanos Skulúdis proibissem tomar o canal de Corinto). O governo grego autorizou as tropas búlgaras (inimigas da Entente) a adiantar-se para Salonica concedendo-lhes as praças fortes de Serres e Cavala.

### A ruptura
Após tentar uma última conciliação que o soberano recusou receber, Elefthérios Venizélos deixou Atenas para regressar a Creta. Publicou então (27 de setembro de 1916) uma proclamação ao "helenismo inteiro" ao que pede encarregar-se dos seus próprios destinos e de "salvar o que possa ser salvo" cooperando com a Entente para que "não somente Europa seja livrada da hegemonia alemã, mas também os Bálcãs das pretensões hegemônicas búlgaras". Em novembro, Venizelos organizou em Salonica um governo provisório de defesa nacional (Ethniki Amyna), um rival do governo fiel ao rei levado a cabo por Spíridon Lámbros. Esta foi a chamada "Ethnikos Dikhasmos". Tessália e Epiro, bem como uma parte do exército, seguiram a Venizélos.
Uma zona neutra entre a Grécia do norte e a "velha Grécia" foi organizada pela Entente, que sustinha política e financeiramente o governo de Venizélos. Uma frota franco-britânica, comandada pelo almirante Dartige de Fournier ocupou a baía de Salamina para fazer pressão (como no momento da Guerra da Crimeia em 1885) sobre Atenas, à que ultimatos diversos e sucessivos, nomeadamente concernindo o desarmamento do exército grego, foram enviados. Nicolau II negava-se porém que Constantino fosse deposto.
A 1 de dezembro de 1916, o rei Constantino cedeu às exigências do almirante francês, e as tropas de Dartige de Fournier desembarcaram em Atenas para se apoderar das peças de artilharia solicitadas. Entretanto, o exército fiel a Constantino mobilizara-se secretamente e fortificara Atenas. Os franceses foram acolhidos por um nutrido fogo. O almirante teve que refugiar-se em Zappeion, e pôde fugir somente durante a noite. A matança dos soldados franceses foi nomeada como as "vésperas gregas". O rei felicitou o seu ministro de guerra e o general Dousmanis.
Apesar do ocorrido, a Entente não agiu em seguida. A Rússia, mas também a Itália, vacilavam. Foi somente a 11 de junho de 1917 que foi exigida a abdicação de Constantino. A 12 de junho, sob a ameaça de um desembarque de 100 000 homens no Pireu, o rei foi para o exílio, sem abdicar oficialmente. Seu segundo filho, Alexandre, acendeu ao trono. Os seus fiéis, entre eles o general Dousmánis e o coronel Ioánnis Metaxás, foram deportados para a Córsega. A 21 de junho, Venizélos formou um novo governo em Atenas, e em 26, as tropas da Entente instalaram-se lá. A Grécia, com um exército purgado de elementos adictos a Constantino, entrou na guerra do lado da Entente, contra a Bulgária e o Império Otomano.

## A "Grande Catástrofe"

### Consequências da Primeira Guerra Mundial
No verão de 1918, 300 000 soldados gregos participavam nos combates do frente oriental sob comando do general Franchet d'Esperey. A Bulgária capitulou a 29 de outubro, a Turquia em 31 de outubro. A participação grega na vitória permitiu-lhe obter praticamente tudo aquilo com o que a Megáli Idea sonhava.
A Grécia enviou duas divisões em apoio ao Exército Branco comandado por Piotr Vrangel a Sul da Rússia para proteger os 600 000 gregos pônticos, mas também com o objetivo de se impor como a nova grande potência ortodoxa.
A Itália não esperou as decisões do Tratado de Versalhes para tratar de desmembrar o Império Otomano. Desembarcou suas tropas em Antalya e fê-las marchar para Esmirna. Para evitar um afundamento precoce do Império Otomano, o Reino Unido, a França e os Estados Unidosautorizaram a Grécia a ocupar militarmente Esmirna. A 15 de maio de 1919, protegidas pela frota britânica, as tropas gregas efetuaram seu desembarque, cometendo-se todo tipo de atrocidades e matanças. Pereceram 350 turcos nos confrontos. As refregas e as escaramuças continuaram, até desencadear um verdadeiro conflito armado. Esta ocupação de Esmirna foi, com efeito, o catalisador da revolução nacionalista de Mustafa Kemal Atatürk.

### Tratado de Sèvres
Em agosto de 1920, o Tratado de Sèvres concedeu à Grécia:
- a Trácia;
- as ilhas de Imbros e Ténédos; e
- Esmirna (que então tinha mais habitantes gregos que Atenas).

Este hinterland esteve sob mandato da Sociedade das Nações até um referendo previsto para 1925.
Contudo, o Grande Cisma não acabou. Nas eleições legislativas de 1920, enfrentaram-se os monárquicos (fiéis a Constantino, não a Alexandre, que acabava de falecer mordido pelo seu macaco) e os liberais de Elefthérios Venizélos. Os monárquicos fizeram campanha pela desmobilização e o propor a paz, "Uma Grécia pequena, mas honorável". Os liberais incitavam à recuperação do conflito para criar uma "Grande Grécia que abranja dois continentes e cinco mares (o mar Mediterrâneo, mar Egeu, mar Jônico, mar de Mármara e o mar Negro)". Os monárquicos ganharam as eleições e restauraram a Constantino. O exército foi então purgado dos seus elementos venizelistas.
A aplicação do Tratado de Sèvres decidiu os acontecimentos. Diferente da cidade de Esmirna, as terras interiores  eram majoritariamente turcas e opostas à dominação grega. Os monárquicos do governo renegaram do seu programa eleitoral e cobriram uma política expansionista sob o eufemismo da conservação da ordem, o que derivou numa nova guerra greco-turca. Contudo, desde o regresso ao poder de Constantino, os ocidentais desconfiavam da Grécia. Esta não podia contar mais com a mesma ajuda que em 1918. Todas as petições solicitadas, de armas, de munições, inclusive de víveres foram recusadas. A Turquia, liderada por  Mustafa Kemal Atatürk opôs uma tenaz resistência. O nacionalismo grego chocava desta forma com o nacionalismo turco. A ofensiva grega sobre Ancara de março de 1921 foi um desastre. Em março de 1922, a Grécia declarou-se preparada para aceitar a mediação da Sociedade das Nações. O ataque perpetrado por Mustafa Kemal a 26 de agosto de 1922 obrigou o exército grego a se retirar diante do exército turco, que massacrou todos os gregos presentes na região. Esmirna, evacuada a 8 de setembro, foi incendiada. Acredita-se que 30 000 gregos faleceram no evento.

### Tratado de Lausanne
O Tratado de Lausanne de 1923, que seguiu, foi desfavorável a Grécia, que perdeu a Trácia oriental, Imbros e Ténédos, Esmirna e toda possibilidade de ficar na Anatólia. Os gregos foram recuados da Ásia Menor após 3000 anos de presença. Desta forma, a Megáli Idea não seria realizada nunca.
Para evitar qualquer nova reivindicação territorial, procedeu a uma deportação massiva da população, acontecimento que se conheceu como a "Grande Catástrofe". Durante o conflito, 151 892 gregos já tinham fugido da Ásia Menor. O Tratado de Lausanne deslocou a 1 104 216 gregos da Turquia, 40 027 gregos da Bulgária, 58 522 da Rússia (por causa da derrota de Vrangel) e 10 080 de outras procedências (Dodecaneso ou Albânia, por exemplo). Em resumo, a população grega aumentou de uma só vez em 20%.
Por outro lado, 380 000 turcos deixaram o território grego para emigrar para Turquia e 60 000 búlgaros da Trácia e da Macedônia reuniram-se na Bulgária. A acolhida imediata dos refugiados custou à Grécia 45 milhões de francos; logo a Sociedade de Nações organizou um empréstimo de 150 milhões de francos para a instalação dos refugiados. Em 1935, a Grécia gastara 9 mil milhões de francos em todo o processo. A Megáli Idea saíra muito cara, e seu insucesso parcial a apagou do primeiro plano da vida política grega por um tempo. Em 1930, Venizélos numa visita oficial a Turquia chegou a propor Mustafa Kemal Atatürk para o Nobel da Paz.

## AMegáli Idéado século XX: Chipre

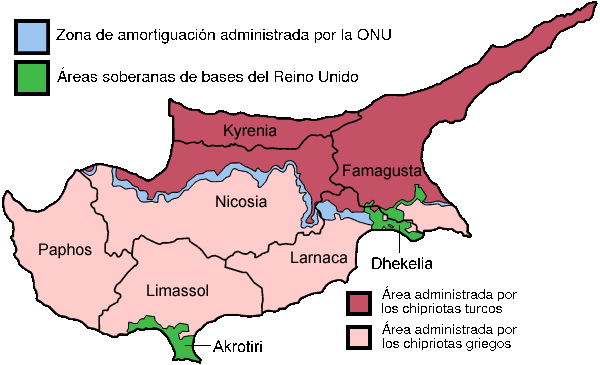
Divisão Política de Chipre

A Megáli Idea não desaparecera completamente. Continuava, sem dizer verdadeiramente seu nome, quer como propaganda de governo, quer para desviar a atenção da povoação.
Assim, depois do golpe de Estado de 4 de agosto de 1936, Ioánnis Metaxás proclamou a chegada da "Terceira Civilização Helénica", que prosseguia à civilização da Grécia Antiga e o Império Bizantino. O ataque italiano desde a Albânia e as conseguintes vitórias gregas permitiram à Grécia conquistar durante o inverno 1940-1941, o Epiro do norte que então foi administrado como uma província grega, antes da ofensiva alemã de abril de 1941.
A ocupação, a resistência e logo a guerra civil postergaram a Megáli Idea a um segundo plano. A anexação das ilhas do Dodecaneso em 1947 não tem a ver em nada com isto, já que era o resultado da derrota italiana e do feito que a Grécia fazia parte do campo dos vencedores.
O câmbio populacional de 1922 não fora total. Em efeito, alguns gregos ficaram em Constantinopla, já então Istambul. Havia também cerca de 120 000 turcos na Grécia. Até os anos 1950, sobretudo graças à pressão de OTAN, Grécia e Turquia mantiveram relações cordiais. 
Chipre, ocupada pelo Reino Unido, converteu-se na "maçã da discórdia". Em 1955, Georgios Grivas, coronel de origem greco-cipriota, lançou uma campanha de desobediência civil, depois de realizar alguns atentados, cujo fim era primeiro expulsar os britânicos, para logo realizar a enosis com Grécia. O primeiro-ministro grego, Aléxandros Papagós não era desfavorável a isto. Os britânicos enfrentaram os turcos cipriotas contra os gregos cipriotas. Frente da petição de enosis da população grega (80% dos cipriotas), 20% de turcos pedia "taksim" (partição). Os problemas cipriotas tiveram repercussões sobre o continente. Em setembro de 1955, reagindo à petição de enosis dos gregos cipriotas, ocorreram motins antigregos em Istambul: 4000 lojas, 100 hotéis e restaurantes e 70 igrejas foram destruídos ou danificados. Isto provocou uma última grande onda de migração da Turquia para a Grécia.
Os acordos de Zurique de 1959 acabaram na independência da ilha no seio da Commonwealth. Os confrontos inter-étnicos a partir de 1960 conduziram a uma intervenção célebre do presidente dos Estados Unidos, Lyndon Johnson e ao envio de uma força de interposição das Nações Unidas em 1964.
A situação cipriota foi recuperada pela Ditadura dos coronéis. Esta apresentou seu golpe de Estado de 21 de abril de 1967 como o único meio de defender os valores tradicionais da civilização heleno-cristã. O brigadier-general Stylianos Pattakos declarou em 1968:
| “ | Jovens da Grécia… Vocês ocultam, nos seus peitos e na sua fé, este sentimento profundo do sacrifício. Volta a remontar o «Vem tomá-las!» de Leônidas, ou o «Não lhes darei a Cidade» de Constantino XI Paleólogo e o «Não!» de Metaxás. Isso foi o «Pare ou disparo!» de 21 de abril de 1967. | ” |

A grandeza da Grécia, da Antiguidade até Bizâncio, e após a era dos diversos ditadores saía à superfície. A Megáli Idea não estava tão longe.
A crise do petróleo de 1973 agravou as relações greco-turcas. Foram descobertos poços de petróleo perto de Tasos. Turquia pediu poder prospectar em zonas disputadas com a sua vizinha Grécia, ao tempo que a situação dos coronéis se deteriorava. Estudantes rebelaram-se em novembro de 1973 e a junta enviara tanques para reprimi-los na Escola politécnica. A Megáli Idea então foi utilizada de novo para desviar a atenção dos problemas internos.
Em plena crise do petróleo no Egeu, o cabo-general Ioannidis tentou, em julho de 1974, derrocar o presidente cipriota Makarios e proceder à enosis com Chipre. Isto gerou uma reação imediata da Turquia, que invadiu o norte da ilha, de maioria turca. Ambos os países procederam a uma mobilização geral. Contudo, a ditadura grega não sobreviveu a este novo insucesso, a Megáli Idea ainda tinha repercussões na política interior.
Numa Europa estabilizada, a Megáli Idea parece ter desaparecido completamente, pois já não há população grega significativa na Turquia. As maiores disputas fronteiriças greco-turcas na atualidade, embora recordem reivindicações irredentistas gregas, derivam de problemas econômicos (petróleo ou pesca).